# 下田菜都美
下田菜都美（日语：／ Shimoda Natsumi，1993年2月6日—），日本女子羽毛球運動員。廣島縣出生，畢業於樟蔭東高校和龍谷大學，曾效力瑞薩電子公司，現隸屬於廣島燃氣業務用能源營業部業務推進小組，並為該公司的羽毛球部成員，隊員編號2號。

## 簡歷
2017年6月，下田菜都美參加中華台北羽毛球黃金大獎賽，並一路從女單資格賽中晉級至準決賽。最後，下田在準決賽以0比2（8-21、15-21）不敵队友川上紗惠奈，止步四強，亦寫下個人於國際賽的最佳成績。

## 主要比賽成績
只列出曾進入準決賽的國際賽事成績：
| 年份   | 賽事                     | 公開賽級別 | 項目     | 成績   |
| ------ | ------------------------ | ---------- | -------- | ------ |
| 2017年 | 中華台北羽毛球黃金大獎賽 | 黃金大獎賽 | 女子單打 | 準決賽 |
| 2017年 | 世界大學運動會羽毛球比賽 | 其他       | 混合團體 | 銀牌   |
| 2019年 | 南澳洲羽毛球國際賽       | 國際挑戰賽 | 女子單打 | 準決賽 |

| 2007-2017年 | 首要超級賽 | 超級賽 | 黃金大獎賽 | 大獎賽 | 國際挑戰賽 | 國際系列賽 | 未來系列賽 | 其他 |

| 2018-2026年 | 總決賽 | 超級1000賽 | 超級750賽 | 超級500賽 | 超級300賽 | 超級100賽 | 國際挑戰賽 | 國際系列賽 | 未來系列賽 | 其他 |